# ISO 3166-2:GG
ISO 3166-2:GG — стандарт Международной организации по стандартизации, который определяет геокоды. Является подмножеством стандарта ISO 3166-2, относящимся к Гернси. Стандарт охватывает Гернси. Геокод состоит из: кода Alpha2 по стандарту ISO 3166-1 для Гернси — GG. Гернси является коронным владением британской короны Великобритании. Геокод являются подмножеством кода домена верхнего уровня — GG, присвоенного Гернси в соответствии со стандартами ISO 3166-1.

## Геокоды Гернси
| Название | Alpha2 | Alpha3 | цифровой | Геокод по ISO 3166-2 | Статус                              |
| -------- | ------ | ------ | -------- | -------------------- | ----------------------------------- |
| Гернси   | GG     | GGY    | 831      | не определён         | коронное владение британской короны |

## Пограничные Гернси государства
- Франция — ISO 3166-2:FR (на востоке, на юге (морская граница)).